# The Passing of the Oklahoma Outlaws
The Passing of the Oklahoma Outlaws er en amerikansk stumfilm fra 1915.